# Herink
Herink (en allemand : Häring) est une commune du district de Prague-Est, dans la région de Bohême-Centrale, en République tchèque. Sa population s'élevait à 861 habitants en 2020.

## Géographie
Herink se trouve à 17,5 km au sud-est de Prague.
La commune est limitée par Dobřejovice au nord, par Modletice et Popovičky à l'est, par Radějovice au sud et par Jesenice à l'Est.

## Histoire
La première mention écrite de la localité date de 1422.

## Transports
Par la route, Herink se trouve à 34 km du centre de Prague.